# Jane Bennet
Jane Bennet è uno dei personaggi del romanzo di Jane Austen, Orgoglio e pregiudizio.

## Personaggio
Jane o Miss Bennet come viene chiamata nel suo ambiente, sorella maggiore di Elizabeth, ha 22 anni all'inizio del libro. È la più grande delle cinque figlie dei Bennet, una famiglia modesta dove l'unico scopo della madre è quello di trovare un buon partito alle figlie. Viene ampiamente considerata la giovane donna più bella della zona e ha un carattere amichevole e pacifico. Sempre pronta a pensare il meglio degli altri, tende a vedere solo il lato buono di tutti, anche quando diventa chiaro che una persona ha un carattere perfido. Lo spirito gentile di Jane contrasta con la natura impetuosa e polemica della sorella Lizzy. Tra le sorelle, Jane è l’unica con la quale Elisabeth si confida, e per la quale nutre stima e considerazione, anche se a volte la sorella minore la considera un po' troppo ingenua. Nonostante il carattere discreto e la reticenza nel discutere, Jane è una persona perspicace, con il suo modo tranquillo è in effetti un'astuta conoscitrice del carattere umano, in confronto alla brillante Lizzy, che spesso però salta a conclusioni sbagliate.
All'inizio del libro, Jane viene presentata a Charles Bingley, un giovane ricco che si è trasferito nella vicina tenuta di Netherfield. Jane e Bingley si incontrano per la prima volta al ballo di Meryton: è amore a prima vista e il loro corteggiamento occupa un posto centrale nel romanzo. La loro storia d'amore, inizialmente ostacolata da Darcy, amico fraterno di Bingley, si contrappone a quella di Darcy ed Elizabeth. Al lettore viene presentato un amore tenero e sincero, non ostacolato né dall'orgoglio, né dal pregiudizio, anche se manca di profondità ed è reso piuttosto statico dal carattere innocente dei personaggi.
Il personaggio di Jane e la sua storia d'amore, sono centrali nella narrazione del romanzo, però spesso la scelta delle attrici da impersonare Jane Bennet nei film è stata considerata inadatta. Con la conseguenza che il personaggio, in confronto a quello di Lizzy, risulta quasi secondario.
Per la sua natura mite, Jane Bennet viene associata ad Amelia Sedley in La fiera della vanità o Melania Hamilton in Via col vento.

## Interpreti
- Maureen O'Sullivan nel film del 1940, regia di Robert Z. Leonard, sceneggiatura di Aldous Huxley e Jane Murfin[6]
- Sabina Franklyn nell'adattamento televisivo della BBC del 1980
- Susannah Harker nell'adattamento televisivo della BBC del 1995
- Rosamund Pike nel film del 2005, regia di Joe Wright[7]
- Bella Heathcote nel film parodia Pride and Prejudice and Zombies del 2016

## Parentele
- Elizabeth Bennet, sorella di Jane, dal carattere fiero e indipendente, con la sua frizzante ironia riuscirà a far innamorare di lei l'orgoglioso e altezzoso signor Darcy;
- Mary Bennet, studiosa ma bruttina sorella di Jane, per questo ignorata dalla madre perché non adatta ad un buon matrimonio.
- Lydia Bennet, sorella più giovane di Jane, scapperà con il Signor Wickham che sposerà solo dopo che il Signor Darcy avrà pagato tutti i debiti dell'ufficiale Wickham;
- Kitty Bennet, sorella minore di Jane, scialba e succube della sorellina Lydia.
- Mrs Bennet, madre di Jane, ossessionata dalla ricerca di mariti per le sue figlie.
- Mr Bennet, padre di Jane.